# Richard M. Russell
Richard Manning Russell, född 3 mars 1891 i Cambridge, Massachusetts, död 27 februari 1977 i Essex, Massachusetts, var en amerikansk demokratisk politiker. Han var ledamot av USA:s representanthus 1935–1937. Han var son till William Russell.
Russell avlade 1917 juristexamen vid Harvard Law School och deltog sedan i första världskriget som officer i artilleriet. Efter kriget inledde han sin karriär som advokat i Boston. Mellan 1930 och 1936 tjänstgjorde han som Cambridges borgmästare. År 1935 efterträdde Russell Robert Luce som kongressledamot och efterträddes 1937 av företrädaren Luce.
Russell avled 1977 och gravsattes på Pine Hill Cemetery i Tewksbury i Massachusetts.